# AB Lerindustri
AB Lerindustri var en svensk keramiktillverkare i Örebro, verksam 1919–1925.
Företaget grundades 1919 som en fortsättning av Svenska Kakelfabriken som omkonstruerades 1919. Ägare var ett konsortium i Stockholm med hovrättsrådet Gustav Lindstedt och arkitekten Helge E. Widlund som frontpersoner. Till en början var sortimentet baserat på den tidigare fabrikens verksamhet med tillverkning av kakel,  väggplattor, stengods och lerkärl, men sortimentet utökades senare med öppna spisar, blomkrukor, syltkrukor och prydnadskeramik med konst och antikglasyrer. Vid företaget arbetade ett 70-tal personer men företaget hade under sin verksamhetstid lönsamhetsproblem. På grund av osämja inom ägargruppen och för att skydda företagets egendom bildades skrivbordsbolaget Opportunita under juni 1925 som övertog delar av verksamheten och som försattes i konkurs under oktober 1925. Som konstnärlig ledare för företagets produktion anlitades konstnären Victor Hägerstrand och som ansvarig för företagets drift ansvarade disponent Rickhard Wallders. Under maj 1926 övertar Upsala Ekeby företaget och namnändrar det till Örebro Fajansfabrik med fortsatt drift i de tidigare lokalerna.